# Fort Wayne Hoosiers
I Fort Wayne Hoosiers sono stati una società professionistica di pallacanestro statunitense, che ha militato nella American Basketball League. Nella stagione 1925-1926 giocarono con la denominazione Fort Wayne Caseys.

## Cronistoria
- 1925-1926: 5º posto 1ª fase, 5º posto 2ª fase
- 1926-1927: 5º posto 1ª fase, 2º posto 2ª fase
- 1927-1928: 1º Western Conference, sconfitti in finale dai New York Celtics
- 1928-1929: 2º posto 1ª fase, 1º posto 2ª fase, sconfitti in finale dai Cleveland Rosenblums
- 1929-1930: 5º posto 1ª fase, 5º posto 2ª fase
- 1930-1931: 2º posto 1ª fase, 1º posto 2ª fase, sconfitti in finale dai Brooklyn Visitations